# یاسوهیرو ناگاهاشی
یاسوهیرو ناگاهاشی (انگلیسی: Yasuhiro Nagahashi؛ زادهٔ ۲ اوت ۱۹۷۵) بازیکن فوتبال اهل ژاپن است.
از باشگاه‌هایی که در آن بازی کرده‌است می‌توان به باشگاه فوتبال کاوازاکی فرونتال و باشگاه فوتبال شیمیزو اس-پالس اشاره کرد.